# Vengeance Unlimited
Vengeance Unlimited es una serie de drama policial estadounidense emitida entre 1998 y 1999 en la cadena ABC que duró sólo una temporada y tuvo dieciséis episodios. Fue protagonizada por Michael Madsen y Kathleen York, y transmitida originalmente los jueves a las 8:00 p. m. en concurrencia de las series Friends y Jesse.

## Sinopsis
El señor Chapel era un misterioso extraño interesado en hacer justicia en favor de aquellos que habían sido ignorados por la ley (parecido a The Equalizer). Para conseguir aquellos fines, hizo uso de los favores prometidos por los clientes anteriores (similar a Stingray). Las personas con problemas eran contactados por lo general por Chapel con un sobre con recortes periodísticos en la puerta, que contienen encabezados relacionados con los clientes anteriores, junto con el número de teléfono 555-0132. Cuándo el señor Chapel toma un caso, lo que pide a cambio es simple: o bien pagar una tarifa de un millón de dólares, o prometer hacer un favor en algún momento en el futuro - lo que sea, cuando y donde quiera y por el tiempo que se necesite - entonces su deuda quedara pagada en su totalidad. En la serie piloto, quedaba claro que el señor Chapel había estado haciendo esto durante algún tiempo, como él lo llamaba en una serie de favores para ayudar a su cliente actual.
Una broma corriente durante la serie era que cuando uno de los antiguos clientes pagaba su deuda al señor Chapel, él sastifactoriamente, decía, "estamos a mano. Me voy de tu vida. Para siempre." El cliente siempre respondía: "¡Gracias a Dios!"
Algunos favores se mantienen en curso, como el que le debe Boone Paladin, propietario de la cadena Paladin Motel, que concede a Chapel estadía permanente en todos sus moteles. K.C. Griffin (York), una mujer que trabajaba en la oficina del fiscal de distrito, fue una ex cliente que se quedó después de hacer su favor, y siguió prestando asistencia a Chapel con sus casos.
Chapel hizo pocas promesas, pero aquellas que hizo, las cumpliría (o moriría en el intento). Aunque no tenía ningún reparo sobre el uso de la fuerza letal en caso de necesidad, Chapel se negaba por completo a usar armas de fuego. Los clientes actuales son alejados, de ser posible, para mantenerlos fuera de la línea de fuego (y darles una negación creíble). Hay pistas en toda la serie de que Chapel comenzó su cruzada después de sufrir una tragedia personal traumática.

## Lista de episodios
1. Cruel e Inusual (Piloto). septiembre 29, 1998
2. Víctima de las Circunstancias. octubre 1, 1998
3. Eden. octubre 8, 1998
4. Fin amargo. octubre 15, 1998
5. Justicia. octubre 22, 1998
6. Ambición. octubre 29, 1998
7. Seguridad. diciembre 10, 1998
8. descarga deshonorable. diciembre 17, 1998
9. Noir. diciembre 24, 1998
10. Vendetta. enero 7, 1999
11. Confianza. enero 14, 1999
12. Juicio. enero 21, 1999
13. Clique. enero 28, 1999
14. Crítico. febrero 4, 1999
15. Legalese. febrero 11, 1999
16. Amigos. febrero 25, 1999

## Índices y Anulación
La serie fue cancelada por ABC, tras quedar en el puesto 109 de 156 programas, con una audiencia media de tan sólo 7,1 millones de espectadores. El programa se ha clasificado cuarto en su franja horaria, siendo superado por Friends de NBC (2.º, 23.5 millones) y Jesse (TV series) (4.º, 20.1 millones), Promised Land de CBS (51.º, 11.5 millones), y FOX's World's Wildest Police Videos (77.º, 9.6 millones). Sin embargo, el programa había superado a Thursday Night at the Movies de UPN (145.º, 2.5 millones) y The Wayans Bros de WB (134.º, 3.5 millones) y El Jamie Foxx Espectáculo (129.º, 3.8 millones).